# سرکش (فیلم۱۹۷۳)
سرکش (اسپانیایی: La descarriada‎) یک فیلم کمدی اسپانیایی به کارگردانی ماریانو اُسورِس و نقش‌آفرینی لینا مرگان است که در سال ۱۹۷۳ منتشر شد.

## گزیدهٔ بازیگران
- لینا مرگان
- آنتونیو اُسورِس
- فلوریندا چیکو
- رافائلا آپاریسیو
- لالی سولدویلا
- آنتونیو فراندیس
- پیلار باردم
- لوئیس باربرو
- خوزه لوئیس لوپس باسْکِس